# Angelica tenuisecta
Angelica tenuisecta là một loài thực vật có hoa trong họ Hoa tán. Loài này được (Makino) Makino mô tả khoa học đầu tiên năm 1926.